# 22 octobre en sport
22 septembre 22 novembre
Chronologies thématiques
- Croisades
- Ferroviaires
- Disney

Le 22 octobre (295e jour de l'année ou 296e en cas d'année bissextile) en sport.

## Événements

### XIXesiècle
- 1831 :
  - (Cricket) : fondation à Buenos Aires du premier club argentin de cricket.
- 1857 :
  - (Baseball) : les Brooklyn Atlantics remportent le championnat de baseball mis en place à la suite de la convention de janvier en s’imposant au meilleur des trois matches face aux Brooklyn Eckfords. Bilan des Atlantics en saison : 7 victoires, 1 nul et 1 défaite[1].
- 1858 :
  - (Baseball) : les New York Mutuals remportent le championnat de baseball de la NABBP avec 11 victoires et 1 défaite[2].
- 1872 :
  - (Baseball) : les Boston Red Sox remportent le deuxième championnat des États-Unis de baseball organisé par la National Association avec 39 victoires et 8 défaites[3].
- 1873 :
  - (Baseball) : les Boston Red Stockings remportent le 3e championnat des États-Unis de baseball organisé par la National Association of Professional Base Ball Players avec 43 victoires et 16 défaites[4].

### XXesièclede1901à1950
- 1938 :
  - (Cyclisme) : au circuit de Montlhéry, Alfred Letourneur établit un nouveau Record de vitesse à vélo sur le plat derrière abri à 147,058 km/h.

### XXesièclede1951à2000
- 1967 :
  - (Formule 1) : en remportant, au volant de sa Lotus-Climax, le GP du Mexique de Formule 1, le pilote écossais Jim Clark — avec 24 victoires — égale le record du nombre de victoires en Grand Prix, établi dix ans plus tôt par le quintuple champion du monde argentin Juan Manuel Fangio.
- 1978 :
  - (Rallye automobile) : arrivée du Rallye de Catalogne.
- 1989 :
  - (Formule 1) : le duel au sommet entre les deux coéquipiers de McLaren-Honda Alain Prost et Ayrton Senna pour l'attribution du titre de champion du monde de Formule 1 tourne court, lors du GP du Japon, sur le circuit de Suzuka. Senna tente de passer en force, Prost refuse de céder : les deux monoplaces entrent en collision. Prost abandonne, Senna repart, mais est disqualifié pour avoir été poussé par les commissaires. Alain Prost remporte son troisième titre de champion du monde.
- 1995 :
  - (Formule 1) : Grand Prix automobile du Pacifique. Michael Schumacher remporte le Championnat du monde de Formule 1 au volant d'une Benetton-Renault

### XXIesiècle
- 2006 :
  - (Formule 1) : Grand Prix automobile du Brésil.
- 2017 :
  - (Compétition automobile /Formule 1) : sur le Grand Prix automobile des États-Unis qui se dispute sur le Circuit des Amériques à Austin dans l'État du Texas aux États-Unis, victoire du Britannique Lewis Hamilton qui est quasiment assuré d'un 4e titre mondial. L'Allemand Sebastian Vettel termine second et le Néerlandais Max Verstappen complète le podium.
  - (Tennis /Masters féminin) : début de la 47e édition des Masters de tennis féminin qui se déroulent au Singapore Indoor Stadium à Singapour jusqu'au 29 octobre 2017.

## Naissances

### XIXesiècle
- 1836 :
  - Mungo Park, golfeur écossais. Vainqueur de l'Open britannique 1874. († 19 juin 1904).
- 1856 :
  - Dominique Gardères, cavalier français. Champion olympique du saut en hauteur aux Jeux de Paris 1900. († ?).
- 1880 :
  - Charles Buchwald, footballeur danois. Médaillé d'argent aux Jeux de Londres 1908 puis aux Jeux de Stockholm 1912. (7 sélections en équipe nationale). († 19 novembre 1951).
- 1876 :
  - Henri Rougier, pilote de course automobile français. († 22 juillet 1956).
- 1882 :
  - René Fenouillère, footballeur français. (1 sélection en équipe de France). († 4 novembre 1916).
  - Géza Kiss, nageur hongrois. Médaillé d'argent du mile nage libre et de bronze du 800 yards nage libre aux Jeux de Saint-Louis 1904. († 23 août 1952).

### XXesièclede1901à1950
- 1902 :
  - Frej Liewendahl, athlète de demi-fond et de fond finlandais. Champion olympique du 3 000m par équipes aux Jeux de Paris 1924. († 31 janvier 1966).
- 1907 :
  - Jimmie Foxx, joueur de baseball américain. († 21 octobre 1967).
- 1911 :
  - Louis Balsan, bobeur puis homme d'affaires et résistant français. († 22 mai 1982).
- 1915 :
  - Jean Despeaux, boxeur puis acteur français. Champion olympique des -72,6 kg aux Jeux de Berlin 1936. († 25 mai 1989).
- 1922 :
  - Juan Carlos Lorenzo, footballeur puis entraîneur argentin. Sélectionneur de l'Équipe d'Argentine en 1962 et 1966. († 14 novembre 2001).
- 1923 :
  - Bert Trautmann, footballeur puis entraîneur allemand. Sélectionneur de l'équipe de Birmanie de 1972 à 1974, de l'équipe de Tanzanie en 1975, de l'équipe du Liberia de 1978 à 1980, de l'équipe du Pakistan de 1980 à 1983 puis de l'équipe du Yémen de 1984 à 1988. († 19 juillet 2013).
- 1925 :
  - Slater Martin, basketteur puis entraîneur américain. († 17 octobre 2012).
- 1929 :
  - Lev Yachine, footballeur soviétique. Champion olympique aux Jeux de Melbourne 1956. Champion d'Europe de football 1960. (78 sélections en équipe nationale). († 21 mars 1990).
- 1933 :
  - Helmut Senekowitsch, footballeur puis entraîneur autrichien. (18 sélections en équipe nationale). Sélectionneur de l'équipe d'Autriche de 1976 à 1978. († 9 septembre 2007).
- 1939 :
  - George Cohen, footballeur anglais. Champion du monde du monde de football 1966. (37 sélections en équipe nationale).
- 1943 :
  - Allen Coage, judoka puis catcheur américain. Médaillé de bronze des +93 kg aux Jeux de Montréal 1976. († 6 mars 2007).
- 1947
  - Bobby Cash, catcheur américain.
  - Richard Piper, pilote de courses automobile britannique.
- 1949 :
  - Butch Goring, hockeyeur sur glace puis entraîneur canadien.
  - Joël Gouhier, pilote de courses automobile d'endurance français.
  - Arsène Wenger, footballeur puis entraîneur et consultant TV français.

### XXesièclede1951à2000
- 1955 :
  - John Graham, pilote de courses automobile nord-irlandais.
- 1956 :
  - Pierre Ehret, pilote de courses automobile allemand.
- 1957 :
  - Henry Lauterbach, athlète de sauts en longueur et en hauteur allemand.
  - Gerd Nagel, athlète de sauts en hauteur allemand.
- 1962 :
  - Laurent Paganelli, footballeur puis consultant TV français.
  - Manuel Rodrigues, pilote de courses automobile français.
- 1963 :
  - Brian Boitano, patineur artistique messieurs américain. Champion olympique aux Jeux de Calgary 1988. Champion du monde de patinage artistique messieurs 1986 et 1988.
  - Robert Kauffman, pilote de courses automobile et homme d'affaires américain.
- 1964 :
  - Mick Hill, athlète de lancers de javelot britannique.
  - Dražen Petrović, basketteur yougoslave puis croate. Médaillé de bronze aux Jeux de Los Angeles 1984 et médaillé d'argent aux Jeux de Séoul 1988. Champion du monde de basket-ball 1990. Champion d'Europe de basket-ball 1989 avec l'équipe de Yougoslavie. Médaillé d'argent aux Jeux de Barcelone 1992 avec l'équipe de Croatie. Vainqueur de l'Euroligue 1985 et 1986, et de la Coupe Saporta 1989. († 7 juin 1993).
- 1966 :
  - Yuriy Abachakov, boxeur soviétique puis Russe. Champion du monde de boxe amateur des -51 kg 1989. Champion du monde poids mouches de boxe de 1992 à 1996.
  - John Graham, pilote de courses automobile d'endurance canadien.
- 1967 :
  - Ulrike Maier, skieuse alpine autrichienne. Championne du monde de ski alpin du super-G 1989 et 1991. († 29 janvier 1994).
  - Ron Tugnutt, hockeyeur sur glace canadien.
- 1968 :
  - Stéphane Quintal, hockeyeur sur glace canadien.
- 1969 :
  - Richard Pool-Jones, joueur de rugby à XV puis entraîneur Anglais. (1 sélection en équipe nationale).
- 1971 :
  - Amanda Coetzer, joueuse de tennis sud-africaine.
  - Mitchell van der Gaag, footballeur néerlandais
- 1973 :
  - John Blewett III, pilote de courses automobile américain. († 16 août 2007).
  - Ichirō Suzuki, joueur de baseball japonais.
- 1974 :
  - Jeff McInnis, basketteur américain.
  - Miroslav Satan, hockeyeur sur glace slovaque. Champion du monde de hockey sur glace 2002.
- 1975 :
  - Stive Vermaut, cycliste sur route belge. († 30 juin 2004).
- 1977 :
  - Samir Azzimani, skieur alpin franco-marocain.
  - Gabriele Gardel, pilote de courses automobile suisse.
- 1979 :
  - Jannero Pargo, basketteur américain.
- 1981 :
  - Olivier Pla, pilote de courses automobile français.
- 1982 :
  - Robinson Canó, joueur de baseball dominicain.
  - Melinda Czink, joueuse de tennis hongroise.
  - Oleksandr Kucher, footballeur ukrainien. Vainqueur de la Coupe UEFA 2009. (57 sélections en équipe nationale).
  - Mark Renshaw, cycliste sur route australien. Vainqueur Tour du Qatar 2011.
- 1983 :
  - David Barlow, basketteur australien.
  - Nicolas Vallar, footballeur franco-tahitien. Champion d'Océanie de football 2012.
- 1984 :
  - Aleksander Lichodzijewski, basketteur belgo-polonais.
  - Yosleider Cala Gerardo, volleyeur cubain puis américain.
  - Franz Göring, skieur de fond allemand.
  - Antti Pihlström, hockeyeur sur glace finlandais. Médaillé de bronze aux Jeux de Sotchi 2014. Champion du monde de hockey sur glace 2011.
  - Cheikh Samb, basketteur sénégalais.
- 1985 :
  - David Mélé, joueur de rugby à XV français.
- 1986 :
  - Laure Boulleau, footballeuse française. (65 sélections en équipe de France).
  - Marlène Harnois, taekwondoïste franco-canadienne. Médaillée de bronze des - 57 kg aux Jeux de Londres 2012. Championne d'Europe de taekwondo des -63 kg 2008 et 2012.
- 1987 :
  - Mikkel Hansen, handballeur danois. Champion olympique aux Jeux de Rio 2016. Champion d'Europe de handball 2012. (172 sélections en équipe nationale).
- 1988 :
  - Marqus Blakely, basketteur américain.
- 1989 :
  - Bastien Auzeil, athlète d'épreuves combinées français.
- 1990 :
  - David Savard, hockeyeur sur glace canadien. Champion du monde de hockey sur glace 2015.
- 1991 :
  - Aïssa Mandi, footballeur franco-algérien. (33 sélections avec l'équipe d'Algérie).
- 1992 :
  - Samantha Logic, basketteuse américaine.
- 1994 :
  - Nadia Offendal, handballeuse danoise. (11 sélections en équipe nationale).
- 1996 :
  - Sarah Asahina, judokate japonaise. Championne du monde de judo toutes catégories 2017.
  - Johannes Høsflot Klæbo, fondeur norvégien. Champion olympique du sprint classique aux Jeux de Pyeongchang 2018.
- 1997 :
  - Žiga Jelar, sauteur à ski slovène.
  - Joe Rodon, footballeur gallois. (31 sélections en équipe nationale).
- 1998 :
  - Ike Anigbogu, basketteur américain.
- 1999 :
  - JB Murphy, cycliste sur route et sur piste irlandais.
  - Jalen Pickett, basketteur américain.

### XXIesiècle
- 2001 :
  - Santiago Hezze, footballeur argentin.
- 2002 :
  - Johann Lepenant, footballeur français. Médaillé d'argent aux Jeux de Paris 2024.
- 2004 :
  - Victor Andersson, footballeur suédois.

## Décès

### XXesièclede1901à1950
- 1915 :
  - Enrico Canfari, 38 ans, footballeur puis dirigeant sportif italien. Fondateur du club de la Juventus de Turin et président du club de 1898 à 1901. (° 16 avril 1877).
- 1916 :
  - Herbert Kilpin, 46 ans, footballeur puis entraîneur anglais. (° 24 janvier 1870).
- 1917 :
  - Bob Fitzsimmons, 54 ans, boxeur britannique. Champion du monde poids moyens de boxe de 1891 à 1894, champion du monde poids lourds de boxe de 1897 à 1899 puis champion du monde poids mi-lourds de boxe de 1903 à 1905. (° 26 mai 1863).
- 1918 :
  - Georges Parent, 33 ans, cycliste sur piste français. Champion du monde de cyclisme sur piste du demi-fond 1909, 1910 et 1911. (° 15 septembre 1885).
- 1936 :
  - Arthur-Augustus Zimmerman, 67 ans, cycliste sur piste américain. Champion du monde de cyclisme sur piste de la vitesse et du 10km 1893. (° 11 juin 1869).
- 1944 :
  - Arthur Blake, 72 ans, athlète de demi-fond américain. Médaillé d'argent du 1 500m aux Jeux d'Athènes 1896. (° 26 janvier 1872).

### XXesièclede1951à2000
- 1957 :
  - Bok de Korver, 74 ans, footballeur néerlandais. Médaillé de bronze aux Jeux de Londres 1908 et aux Jeux de Stockholm 1912. (31 sélections en équipe nationale). (° 27 janvier 1883).
- 1965 :
  - Earl Cooper, 78 ans, pilote de courses automobile américain. (° 2 décembre 1886).
- 1993 :
  - Innes Ireland, 63 ans, pilote de F1 et de courses automobile d’endurance, puis ingénieur automobile et journaliste britannique. (1 victoire en Grand Prix).(° 12 juin 1930).

### XXIesiècle
- 2002 :
  - Willy Michaux, 89 ans, cycliste sur route belge. (° 13 juillet 1913).
- 2003 :
  - Tony Renna, 26 ans, pilote de courses automobile américain. (° 23 novembre 1976).
- 2004 :
  - Pedro Vilardebo, 51 ans, cycliste sur route espagnol. (° 16 octobre 1953).
- 2012 :
  - Jozef Mannaerts, 89 ans, footballeur belge. (1 sélection en équipe nationale). († 31 mai 1923).
  - Wilson Whineray, 77 ans, joueur de rugby à XV néo-zélandais. (32 sélections en équipe nationale). (° 10 juillet 1935).